# Swojki
Swojki (niem. Schwoiken) – osada w Polsce położona w województwie warmińsko-mazurskim, w powiecie ostródzkim, w gminie Łukta. W latach 1975–1998 miejscowość administracyjnie należała do województwa olsztyńskiego.

## Historia
Wieś wzmiankowana w dokumentach z roku 1364, jako wieś pruska na 5,5 włóki. Pierwotna nazwa wsi to Schwaygken. 
W roku 1782 we wsi odnotowano cztery domy, natomiast w 1858 w trzech gospodarstwach domowych było 30 mieszkańców. W latach 1937–39 było 38 mieszkańców. 